# Wentworth, New South Wales
Wentworth är en ort i Australien. Den ligger i regionen Wentworth och delstaten New South Wales, i den sydöstra delen av landet, omkring 860 kilometer väster om delstatshuvudstaden Sydney. Wentworth ligger 38 meter över havet och antalet invånare var 1 437 vid folkräkningen 2016.
Trakten runt Wentworth är nära nog obefolkad, med mindre än två invånare per kvadratkilometer.. Närmaste större samhälle är Dareton, omkring 12 kilometer öster om Wentworth. 
Omgivningarna runt Wentworth är i huvudsak ett öppet busklandskap. Genomsnittlig årsnederbörd är 280 millimeter. Den regnigaste månaden är februari, med i genomsnitt 61 mm nederbörd, och den torraste är oktober, med 8 mm nederbörd.